# Trylisica
Trylisica (ukr. Трилісці, Trylisci) – wieś na Ukrainie, w obwodzie wołyńskim, w rejonie rożyszczeńskim. W 2001 roku liczyła 219 mieszkańców.
Znajduje tu się przystanek kolejowy Trylisica, położony na linii Zdołbunów – Kowel.